# Michel Lambert
Michel Lambert (Champigny-sur-Veude, Regne de França - 29 de juny de 1696) fou un músic i compositor francès.
Quan era infant es traslladà a París, i com que posseïa una veu molt bonica entrà en els passatges de la música de Gastó d'Orleans, germà de Lluís XIII. Després estudià composició i aprengué diversos instruments, restà cert temps al servei del Cardenal Richelieu i a la mort d'aquest ja era avantatjada ment conegut com a mestre de cant.
Apreciat pel rei i per la noblesa, treballava molt, però com que en aquella època els artistes no percebien un pagament regular, Lambert vivia amb molta estretor, fins que aconseguí una pensió del bisbe de Lisieux, una altra del de Langres i una tercera del rei, que a més el nomenà mestre de la música. Casà una de les seves filles amb el cèlebre compositor Lully, al que donà un dot de 20.00 lliures.
Després de la seva mortes es publicà una col·lecció de les seves obres amb el títol d’Aires et dialogues à une, deux, trois, quatre et cinq voix, (París, 1698), existint també altres moltes de les seves composicions en les col·leccions d'altres autors i també en manuscrits que es conserven en diverses biblioteques.